# Honourable Corps of Gentlemen at Arms

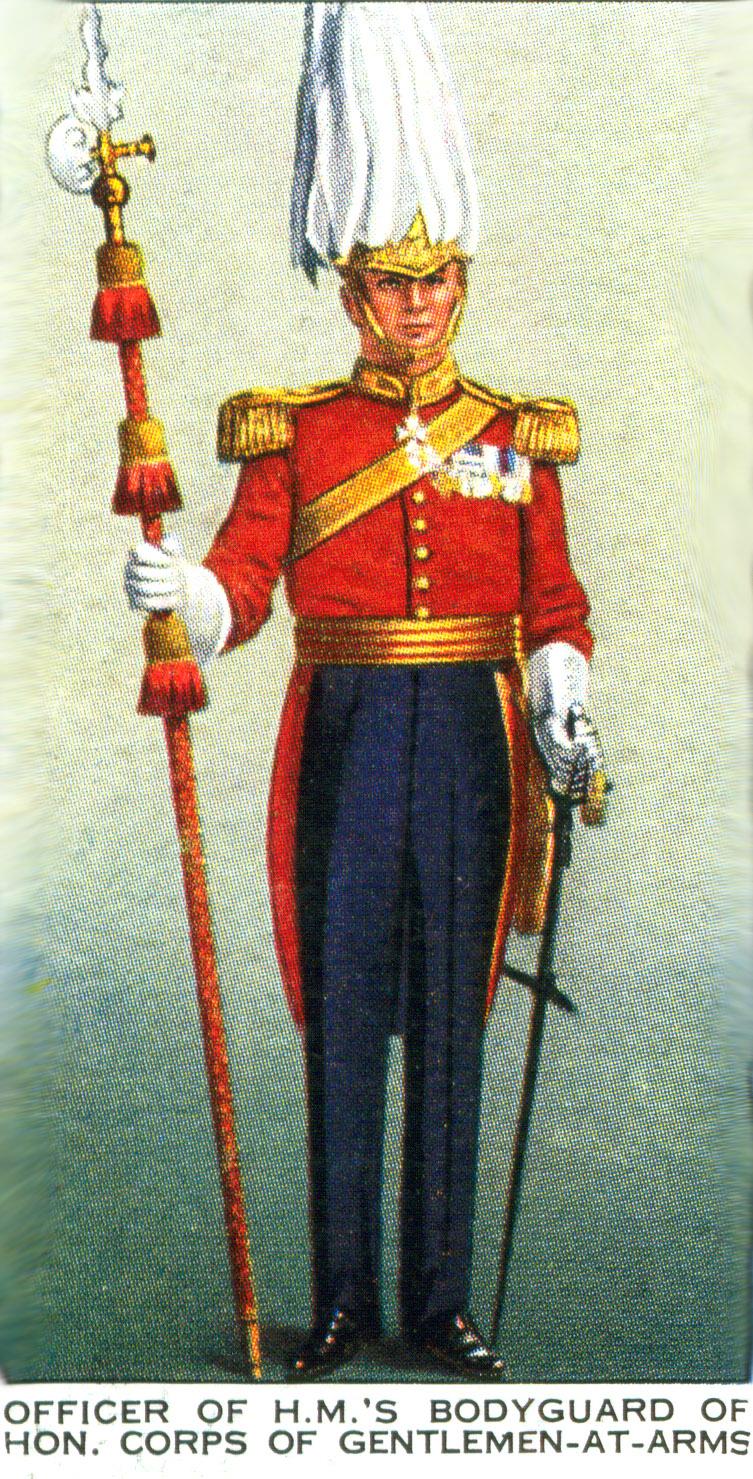
Abbildung aus der Krönungsserie der Zigarettenfirma „Player’s & Son“ 1937

Abzeichen der Gentlemen-at-Arms

Das Honourable Corps of Gentlemen at Arms, oft auch kurz nur Gentlemen at Arms genannt, ist eine der verschiedenen zeremoniellen Leibwachen des britischen Monarchen.

## Geschichte
Die Einheit wurde 1509 als berittene und mit Speer und Lanze bewaffnete Leibwache von König Heinrich VIII. gegründet. Seit 1526 sind die Gentlemen at Arms eine unberittene mit Streitaxt bewaffnete Einheit. Da sie als Leibwache in der Nähe des Königs waren, zog sie viele junge Adelige an und wurde eine Kaderschmiede. Seit sie letztmals im Englischen Bürgerkrieg im Kampfeinsatz gewesen war, hat die Einheit nur noch zeremonielle Aufgaben, wenngleich sie noch bis ins 19. Jahrhundert Teil der britischen Armee war. Bis zum 17. März 1834 hieß die Einheit The Honourable Band of Gentlemen Pensioners (kurz Gentlemen Pensioners). 

## Gegenwart
Die Gentlemen at Arms nehmen ihre Aufgabe, den britischen Monarchen zu bewachen, bei diversen wichtigen protokollarischen Anlässen des Staates, des Königshauses und der verschiedenen britischen Ritterorden wahr, z. B. bei der Parlamentseröffnung, Garter Day und den Partys in den Gärten der königlichen Paläste. Auch bei der Krönung britischer Monarchen und bei Staatsbegräbnissen treten sie auf.
Die Einheit besteht aus fünf Offizieren (Captain, Lieutenant, Standard Bearer, Clerk of the Cheque and Adjutant, der die Befehle gibt, und Harbinger, der die Messe leitet) und 27 Gentlemen. Seit 1945 wird stets der Fraktionsvorsitzende (Chief Whip) der Regierungspartei im House of Lords zum Captain, der der ranghöchster Offizier ist, ernannt. Tatsächlich wird die Leibwache vom Lieutenant geführt. Er muss ebenso wie die anderen Offiziere zuvor im Corps gedient haben.
Die Gentlemen sind allesamt pensionierte Offiziere der britischen Armee (in der Regel im Dienstgrad vom Major bis zum Colonel); bei Eintritt müssen sie jünger als 55 Jahre sein. Mit Vollendung des 70. Lebensjahres werden sie in den Ruhestand versetzt.
Die Uniform der Gentlemen at Arms entspricht derjenigen der britischen schweren Gardedragoner um 1840. Der Helm mit einem Federbusch aus Schwanenfedern wird stets getragen, wenn die Einheit Dienst tut, auch in Kirchen. Außer mit einem Kavallerieschwert ist jeder Gentleman mit einer zeremoniellen Hellebarde ausgerüstet.

## Battle Honours
Aus der Zeit, in der das Corps noch keine rein zeremonielle Aufgaben hatte, hat es einige Battle Honours (ehrenvolle Erwähnungen, die auf der Regimentsfahne aufgeführt sind).
Battle Honours (englische Bezeichnungen):
- 1513 Battle of the Spurs
- 1520 Field of Cloth of Gold[1]
- 1544 Siege of Boulogne